# Тевекелян, Варткес Арутюнович
Варткес Арутюнович Тевекелян (4 [17] января 1902, Шебинкарахисар, Гиресун — 8 июня 1969, Москва) — армянский советский писатель.

## Биография
Родился в семье рабочего. Трудовую деятельность начал в 12 лет. Работал пастухом, рабочим, пекарем, наборщиком в типографии… В годы гражданской войны — боец отряда ЧОН. В 1921 году вступил в ряды партии большевиков, позднее направляется на партийную работу. С 1937 по 1952 годы работал в текстильной промышленности, был директором московской фабрики «Освобождённый труд», Краснохолмского комбината.
Похоронен в Москве, на Армянском кладбище.

## Награды
- 2 ордена Трудового Красного Знамени (17 июля 1962; 28 октября 1967)

## Творчество
Автор романов «Жизнь как она есть», «Жизнь начинается снова», «Рекламное бюро господина Кочека»,             «За Москвою-рекой», «Гранит не плавится», «Когда разливаются реки»; рассказов «Купец, сын купца», «Лишь памятью коснусь», «Наш собственный корреспондент сообщает…», «Ночное приключение», «Мечта», «Мороз».
В романе «Жизнь начинается снова» Варткес Тевекелян повествует о судьбе армянского мальчика Мурада Саряна, пережившего геноцид армянского народа и потерявшего родителей, сестру, братьев, но сумевшего выжить и встать на ноги. С этим романом Тевекелян дебютировал в литературе.
После ряда книг о производстве, о борьбе трудящихся Востока и о судьбах армян написал ряд романов о разведке и чекистах.
Роман «Рекламное бюро господина Кочека» был последним крупным произведением автора. В нём писатель описывает реальные события, происходившие в Германии и Франции 1930-х годов, в которые был вовлечён агент советской разведки В. Зарубин, действовавший под именем гражданина Чехословакии Ярослава Кочека, и его супруга.
Герои Тевекеляна — люди стойкие и мужественные, преданные своему народу, готовые отдать жизнь во имя Родины.
Варткес Тевекелян в последние годы своей жизни задумал ряд автобиографических рассказов, но успел написать лишь их часть. Рассказы эти могли бы показаться результатом богатой фантазии автора, однако это был как бы смотр его собственной жизни и борьбы. И когда он посвящал в свои замыслы читателей или читал рассказы, то как бы перелистывал и страницы своей биографии…